# Beňadikovce
Beňadikovce (1920–1948 slowakisch „Benedikovce“; ungarisch Benedekvágása – bis 1907 Benedikóc) ist eine Gemeinde im Nordosten der Slowakei mit 187 Einwohnern (Stand 31. Dezember 2024), die im Okres Svidník, einem Kreis des Prešovský kraj sowie in der traditionellen Landschaft Šariš liegt.

## Geographie

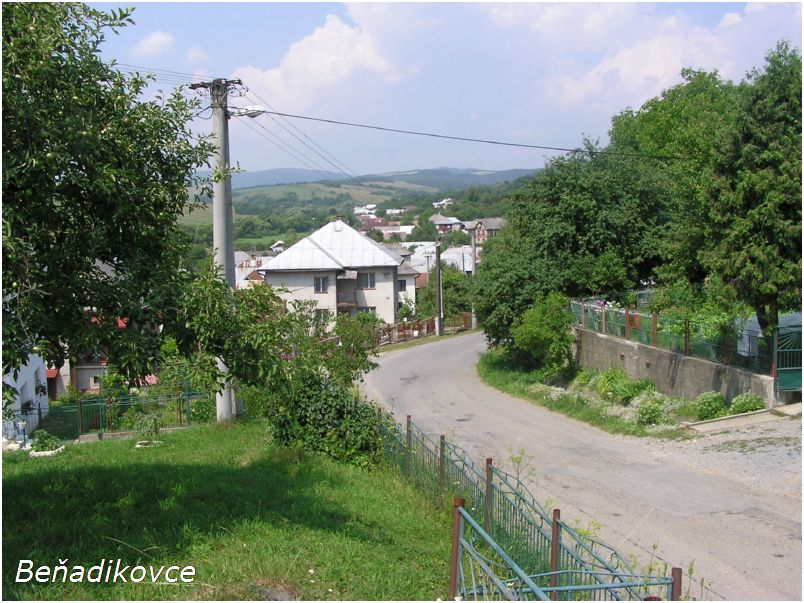
Beňadikovce

Die Gemeinde befindet sich in den Niederen Beskiden im Bergland Ondavská vrchovina, im oberen Tal der Radomka im Einzugsgebiet der Topľa. Das Ortszentrum liegt auf einer Höhe von 259 m n.m. und ist 16 Kilometer von Svidník sowie 17 Kilometer von Giraltovce entfernt.
Nachbargemeinden sind Mlynárovce im Norden, Rakovčík im Nordosten und Osten, Šarišský Štiavnik im Südosten und Süden, Okrúhle und Kožany im Südwesten und Kurima im Westen.

## Geschichte
Beňadikovce entstand um die Mitte des 14. Jahrhunderts in der Herrschaft von Radoma nach deutschem Recht und wurde zum ersten Mal 1414 als Benedukwagasa schriftlich erwähnt. 1427 wurden 31 Porta verzeichnet, und der Ort lag in der Herrschaft der Makovica. Nach mehreren polnischen Einfällen im späten 15. Jahrhundert wurde er verwüstet. Durch eine Flucht von Untertanen im Jahr 1710 kam es zur fast völligen Entvölkerung des Ortes.
1787 hatte die Ortschaft 41 Häuser und 347 Einwohner, 1828 zählte man 68 Häuser und 502 Einwohner, die als Landwirte sowie Schweine- und Viehhalter beschäftigt waren.
Bis 1918 gehörte der im Komitat Sáros liegende Ort zum Königreich Ungarn und kam danach zur Tschechoslowakei beziehungsweise heute Slowakei. In der Zeit der ersten tschechoslowakischen Republik waren die Einwohner als Fuhrleute, Korbmacher und Waldarbeiter tätig, dazu gab es aber auch beträchtliche Auswanderung. Nach dem Zweiten Weltkrieg pendelte ein Teil der Einwohner zur Arbeit in Industriebetriebe in der Ostslowakei, andere arbeiteten im landwirtschaftlichen Sektor.

## Bevölkerung
| Jahr                | 1994 | 2004    | 2014     | 2024     |
| ------------------- | ---- | ------- | -------- | -------- |
| Anzahl der Personen | 254  | 244     | 219      | 187      |
| Unterschied         |      | −3,93 % | −10,24 % | −14,61 % |

| Jahr                | 2023 | 2024    |
| ------------------- | ---- | ------- |
| Anzahl der Personen | 181  | 187     |
| Unterschied         |      | +3,31 % |

Gemäß der Volkszählung 2011 wohnten in Beňadikovce 230 Einwohner, davon 179 Slowaken, 37 Russinen und zwei Magyaren. 12 Einwohner machten keine Angabe zur Ethnie.
178 Einwohner bekannten sich zur griechisch-katholischen Kirche, 21 Einwohner zur römisch-katholischen Kirche, sieben Einwohner zu den Zeugen Jehovas, zwei Einwohner zur Evangelischen Kirche A. B. und ein Einwohner zur orthodoxen Kirche. Ein Einwohner bekannte sich zu einer anderen Konfession, sechs Einwohner waren konfessionslos und bei 14 Einwohnern wurde die Konfession nicht ermittelt.

## Bauwerke
- griechisch-katholische Kirche Schutz der hochheiligen Gottesgebärerin aus dem Jahr 1700, die ursprünglich im Barockstil ausgeführte Kirche wurde 1800 im klassizistischen Stil umgebaut und 1890 erneuert[6]

## Verkehr
Durch Beňadikovce verläuft die Cesta III. triedy 3523 („Straße 3. Ordnung“) zwischen Šarišský Štiavnik (Anschluss an die Cesta I. triedy 21 („Straße 1. Ordnung“)) und Rovné und weiter Cernina, Šarišské Čierne und Smilno.